# Ionuț Dimofte
Pas d'image ? Cliquez ici

a Compétitions nationales et continentales officielles uniquement.

b Matchs officiels uniquement.
Dernière mise à jour le 15 septembre 2018.
Ionut Dimofte, né le 30 septembre 1984 à Suceava (Roumanie), est un joueur de rugby à XV roumain évoluant au poste de centre ou demi d'ouverture en équipe de Roumanie. Il mesure 1,83 m et pèse 83 kg.

## Carrière

### En équipe nationale
Il a disputé son premier match avec l'équipe de Roumanie le 26 juin 2004 contre l'équipe d'Italie.

## Palmarès

### En club
- Champion de Roumanie en 2007 avec Bucarest .

### En équipe nationale
- 65 sélections avec la Roumanie entre 2004 et 2013.
- 95 points (13 essais, 3 transformations et 8 pénalités).
- coupe du monde de rugby : Coupe du monde 2007, Coupe du monde 2011.